# Alfred Ruhmann
Alfred Anton Ruhmann (* 11. Mai 1895 in Wien; † 19. September 1945 in Zagreb) war ein österreichischer Papierfabrikant, Amateur-Entomologe und -Fotograf.

## Leben
Alfred Ruhmann wurde 1895 als drittältester der vier Söhne von Moritz Ruhmann (1858–1936) und Clementine Ruhmann-Koessler in die Industriellenfamilie Ruhmann geboren, sein Großvater war der Papierindustrielle Adolf Ruhmann (1832–1920).
Von Jugend an war er begeisterter Fotograf und Entomologe. Schon mit 17 Jahren wurde er 1912 Mitglied der Österreichischen Entomologischen Gesellschaft. Er besaß eine große Schmetterlingssammlung. In seiner zweiten Heimat um Guggenbach, Gemeinde Übelbach, Steiermark, entdeckte er eine Apollo-Falter-Unterspezies, die den Namen „Forma metathetica ruhmanniana“ erhielt.
Alfred Ruhmann besuchte das akademische Gymnasium in Wien und bestand im November 1914 die Aufnahmeprüfung als Einjährig-Freiwilliger in die k.u.k. Armee. 1917 war er bereits Leutnant i. d. Res. im „berittenen Artillerie-Regiment Nr. 6“ und kämpfte wie seine Brüder an verschiedenen k.u.k. Fronten. Er wurde für seine Tapferkeit ausgezeichnet.
Am 29. November 1920 heiratete er Stella Tressler, Tochter des Burgschauspielers Otto Tressler. Bald danach trat Ruhmann mit seinen beiden Brüdern Karl und Franz in das familieneigene Papierindustrie-Unternehmen Guggenbacher Maschinenpapier-Fabrik Adolf Ruhmann ein. Ab Ende der 1920er-Jahre übernahmen er und seine Brüder die Leitung des Familienunternehmens, das damals etwa 60 % der österreichischen Zeitungen mit Ruhmann-Druckpapier versorgte.
Alfred Ruhmann war ein bekannter Bonvivant. Zu seinem Freundeskreis zählten Persönlichkeiten wie der Komponist Wilhelm Kienzl, der Schriftsteller Karl Schönherr, der Minister Franz Bachinger. Seine geschmackvolle Wohnung wurde schon 1930 in einer Fachbuch als besonderes Beispiel gelungener Integration von alten Kunstwerken zur Gestaltung moderner Wohnungen präsentiert.
Gleichzeitig betätigte sich Ruhmann als Fotograf als „dokumentierender Volkstumsforscher“. Besonders in den Jahren 1936 bis 1938 fotografierte er mit seiner späteren zweiten Frau Martha geb. Rieber sogenannte „schwer fassbare Minderheiten“. In dutzenden Fotoalben finden sich unter anderem Fotos von etwa der Hälfte der Roma- und Sinti-Siedlungen im Burgenland und in abgelegenen Gegenden Ungarns. 90 % der fotografierten Sinti wurden im Dritten Reich nach zwei bis drei Jahren „ausgelöscht“.
Nach dem Anschluss Österreichs an das Deutsche Reich im März 1938 wurden Alfred und seine Brüder unter dem Druck der Arisierung zum „Verkauf“ ihrer Unternehmensgruppe „Guggenbacher Maschinenpapier-Fabrik Adolf Ruhmann“ samt Privatbesitz an Adolf Santner gegen Bezahlung von null Reichsmark gezwungen. Ein Bestandteil dieses Vertrages bezüglich des „Verkaufs“ war unter anderem die Verbringung der drei Brüder außer Landes nach Zagreb, wo sie von 1939 bis 1941 lebten.
In dieser Zeit heiratete der von seiner ersten Frau Stella geschiedene Alfred im Juni 1939 Martha Rieber (1909–2003). Im April 1941 erfolgte der deutsche Einmarsch in Jugoslawien und Alfred floh mit seiner Frau und seinen Brüdern nach Dalmatien, zunächst nach Dubrovnik, dann nach Split. Sie waren inzwischen weitgehend mittellos. Ustascha-Leute hatten Alfreds Fotoausrüstung und alles sonst Verwertbare beschlagnahmt. Durch Handel mit Lebensmitteln aus Mailand für das vom deutsch besetzten Festland abgeschnittene Split hielten sie sich über Wasser. Nach Mussolinis Sturz 1943 blieben Alfred mit Frau und Bruder Franz in Split und dann in Zagreb zurück. Nur Karl Ruhmann ging mit seiner späteren zweiten Frau Katharina nach Como. Sie flüchteten bei der Besetzung der Lombardei durch deutsche Truppen illegal in die Schweiz.
Kurz nach Kriegsende verstarb Alfred Ruhmann im September 1945 im Alter von 50 Jahren unter unbekannten Umständen. Er ist auf dem Zagreber Mirogoj-Friedhof beerdigt.
Nach 1945 versuchten sein Bruder Karl Ruhmann und seine Witwe Martha Ruhmann in jahrelangen Prozessen wenigstens Teile des arisierten ursprünglichen Ruhmann-Familienvermögens zurückzuerhalten. 1951 gelang es, einen kleinen Teil, das Gut und die Pappenfabrik Trattenmühle in Wildon, restituiert zu erhalten. Seine Frau Martha verstarb 2003 in Kitzbühel und wurde in Alfreds Grab auf dem Mirogoj-Friedhof in Zagreb beigesetzt.